# Kaskara
La Kaskara era un tipo di spada a lama diritta, affilata su ambo i lati. Arma tipica del Sudan e del Ciad, discende probabilmente dalle antiche spade a lama diritta in forza agli arabi prima della diffusione della scimitarra. Diffusasi nel XVI secolo, era ancora in uso nel XIX, durante le guerre coloniali tra i ribelli sudanesi e l'Impero britannico (v. Guerra Mahdista). La kaskara veniva portata di traverso sulla schiena, in un fodero caratterizzato da un bizzarro rigonfiamento a spatola in prossimità della punta.